# 圣沃尔普加教堂 (布鲁日)
圣沃尔普加教堂（Sint-Walburgakerk）是比利时城市布鲁日的一座巴洛克教堂。这座堂区教堂，从前曾是耶稣会教堂。 
该教堂的所在地原是圣沃尔普加于745年从韋塞克斯前往图林根途中所建的小堂。在1619年-1643年由耶稣会建成了目前的教堂。1773年耶稣会修道院及教堂被关闭。保留了附近的圣沃尔普加本堂区圣堂，位于骑士街和圣沃尔普加街转角。但是在1777年将前耶稣会教堂改为本堂区圣堂，拆除原本堂区圣堂。其塔楼模仿安特卫普的圣嘉禄·鲍荣茂教堂（Carolus Borromeuskerk），由于缺少资金始终未能完成。
弗兰德斯节期间，该教堂举办演唱会。

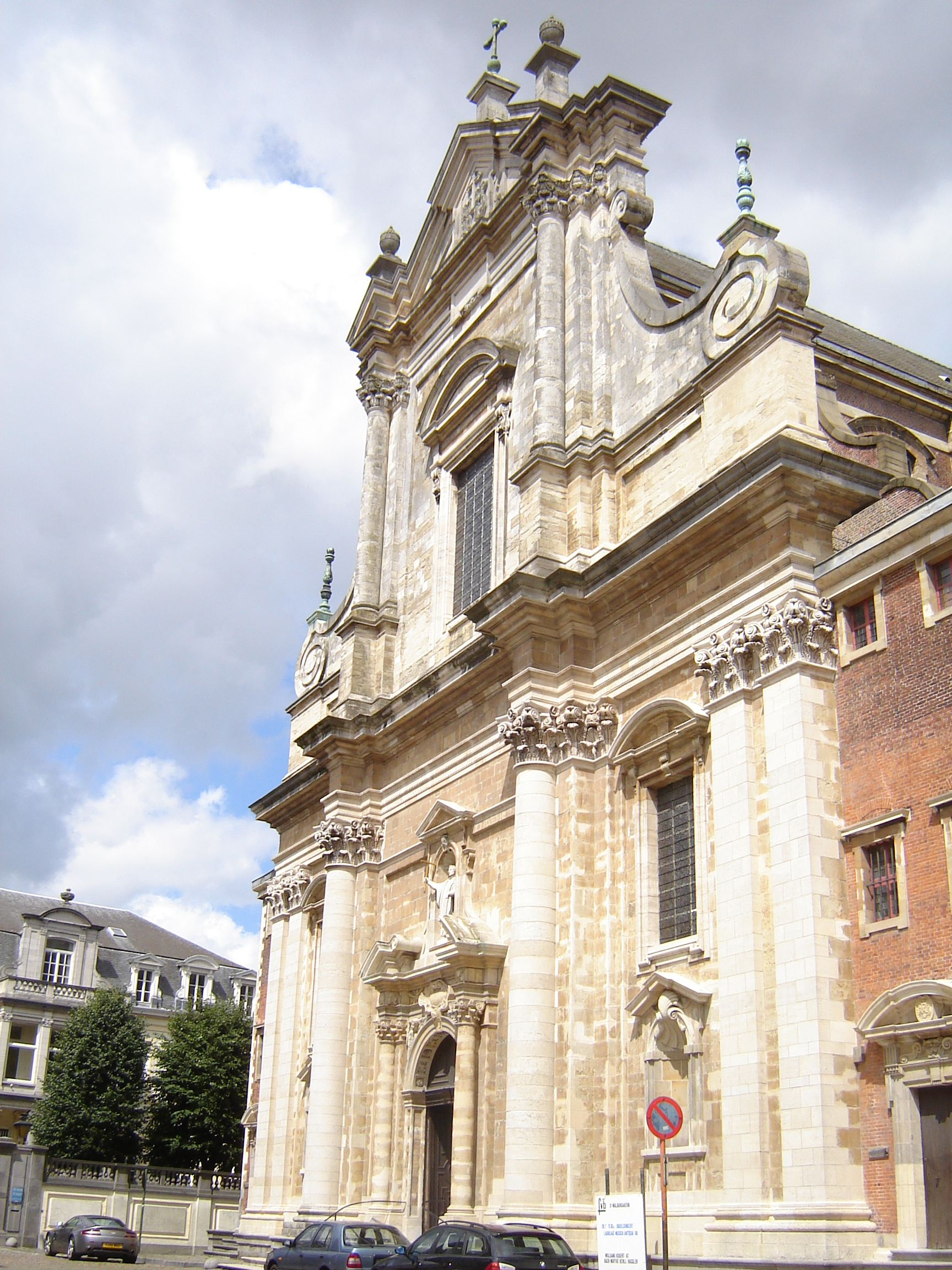
立面
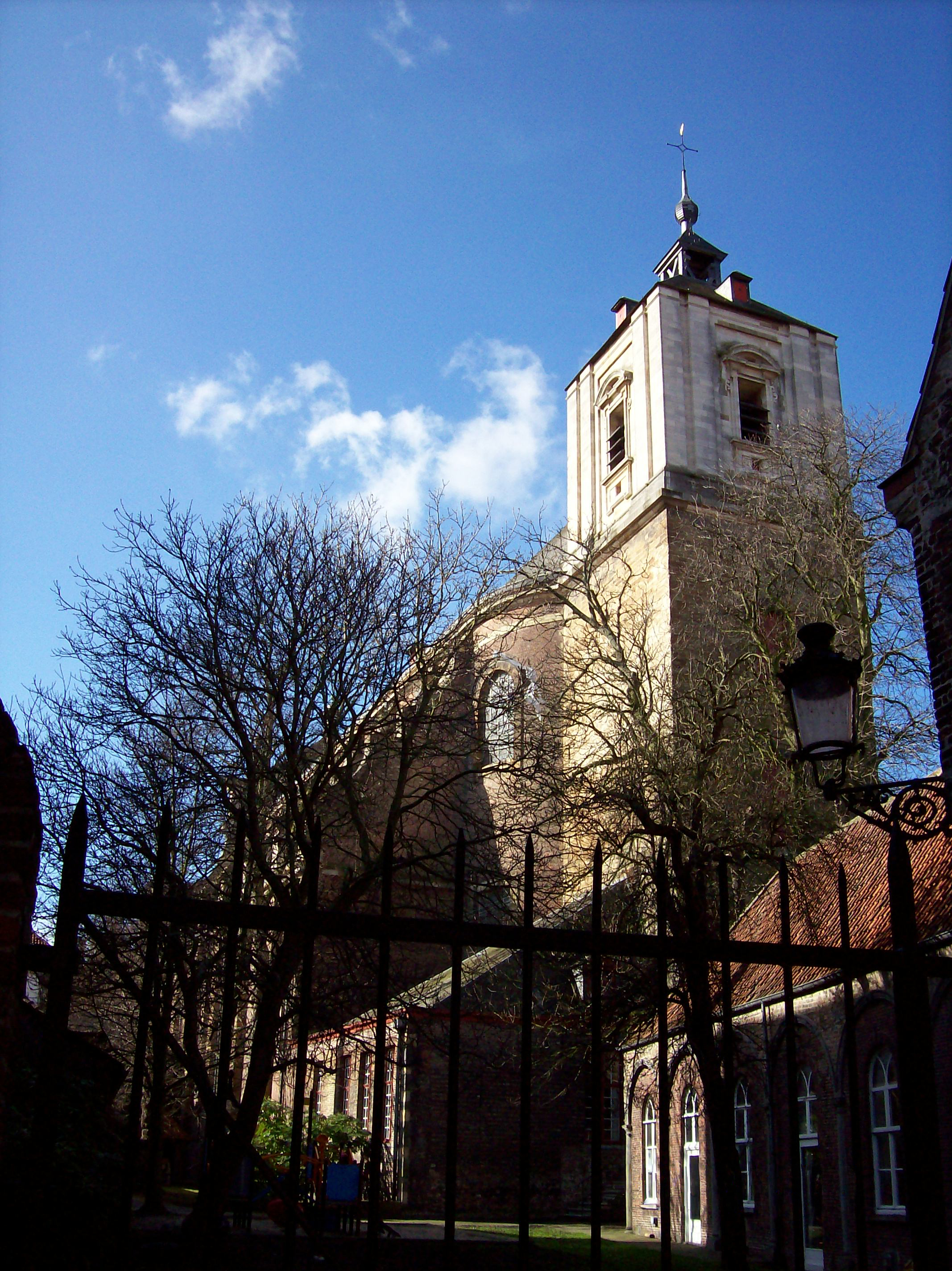
塔楼
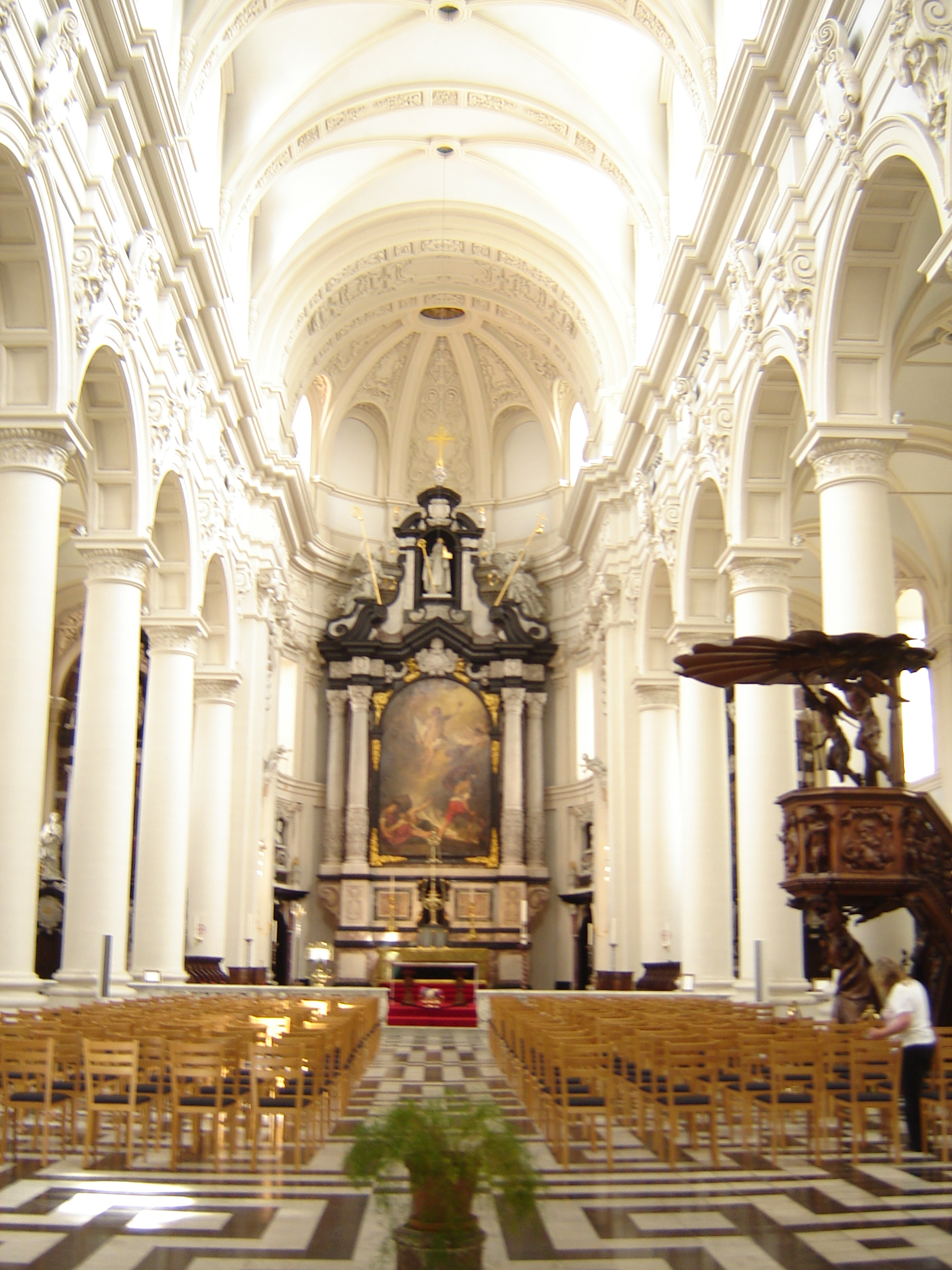
内部